# 애나 린치
애나 린치(Ana Lynch, 1974년 8월 14일 ~ )는 미국의 싱어송라이터이다. 애나 매트로닉(Ana Matronic)이라는 예명으로 활동한다. 시저 시스터스의 리드 보컬로도 알려져 있다.